# Municipio de Silver Lake (Pensilvania)
El municipio de Silver Lake (en inglés: Silver Lake Township) es un municipio ubicado en el condado de Susquehanna en el estado estadounidense de Pensilvania. En el año 2000 tenía una población de 1.729 habitantes y una densidad poblacional de 20 personas por km².

## Geografía
El municipio de Silver Lake se encuentra ubicado en las coordenadas 41°57′00″N 75°54′59″O / 41.95000, -75.91639.

## Demografía
Según la Oficina del Censo en 2000 los ingresos medios por hogar en la localidad eran de $48,063 y los ingresos medios por familia eran $51,420. Los hombres tenían unos ingresos medios de $35,337 frente a los $24,342 para las mujeres. La renta per cápita para la localidad era de $21,090. Alrededor del 6,3% de la población estaban por debajo del umbral de pobreza.